# Danneman
Danneman (fornsvenska dandeman, dughandeman), duglig, pålitlig, redbar man (företrädesvis om män av allmogen). Under ståndsrepresentationens tid användes uttrycket "Redlige dannemän!" av kungen som tilltal till bondeståndets representanter. Såsom sådant nyttjades det sista gången vid ståndets avskedsuppvaktning hos kungen och änkedrottning Josefina 22 juni 1866. Den motsvarande feminina formen är dannekvinna.